# بيوي فان لونغ
بيوي فان لونغ (بالفيتنامية: Bùi Văn Long)‏ هو لاعب كرة قدم فيتنامي في مركز ظهير ‏، ولد في 10 أكتوبر 1988 في هوا بنه في فيتنام. شارك مع منتخب فيتنام لكرة القدم. أما مع النوادي، فقد لعب مع نادي هوانغ آنه جيا لاي.

## وصلات خارجية
- بيوي فان لونغ على موقع قاعدة بيانات كرة القدم.إي يو (الإنجليزية)
- بيوي فان لونغ على موقع ناشيونال فوتبول تيمز (الإنجليزية)
- بيوي فان لونغ على موقع Soccerway.com (الإنجليزية)